# El Sueño de Morfeo
El Sueño de Morfeo – hiszpański zespół muzyczny, którego członkowie pochodzą z Asturii. Grupa gra połączenie popu i rocka z elementami muzyki celtyckiej. Zespół powstał w 2002 roku pod nazwą Xemá i wydał pod tą nazwą pierwszy album Del Interior.

## Historia
Pierwszy krążek grupy jako El Sueño de Morfeo, o tym samym tytule, wydany został w 2005 roku, a singiel Nunca volverá okazał się wielkim hitem sprzedaży w Hiszpanii. Drugi, Ojos de cielo, ugruntował ich pozycję na listach przebojów. Grupa otrzymała wyróżnienie, które popchnęło jej karierę, kiedy pojawili się w hiszpańskim serialu „Los Serrano”.
Trzeci studyjny album (a drugi jako El Sueño de Morfeo), „Nos Vemos En El Camino”, został nagrany w 2006 i wydany w kwietniu 2007 roku. Dwa lata później, w czerwcu 2009 roku, zespół wydał trzeci album „Cosas que nos hacen sentir bien”. Czwarty, zatytułowany „Buscamos Sonrisas”, został wystawiony do sprzedaży w lutym 2012 roku, a pierwszy singel z krążka, Depende de ti, został zaprezentowany w połowie listopada 2011 roku.

## Konkurs Piosenki Eurowizji 2013
17 grudnia 2012 roku hiszpańska telewizja publiczna Televisión Española (TVE) poinformowała, że zespół został wewnętrznie wybrany na reprezentanta Hiszpanii podczas 58. Konkursu Piosenki Eurowizji 2013, który odbył się w szwedzkim Malmö. Podczas finału narodowego, który odbył się 26 lutego 2013 roku, wybrano konkursowy utwór dla grupy – „Contigo hasta el final”. 18 maja zespół wystąpił z piątym numerem startowym w finale konkursu. Zdobył 8 punktów, przez co zajął przedostatnie, 25. miejsce.

## Dyskografia
- 2002: Del Interior
- 2005/2006: El Sueño de Morfeo
- 2007: Nos vemos en el camino

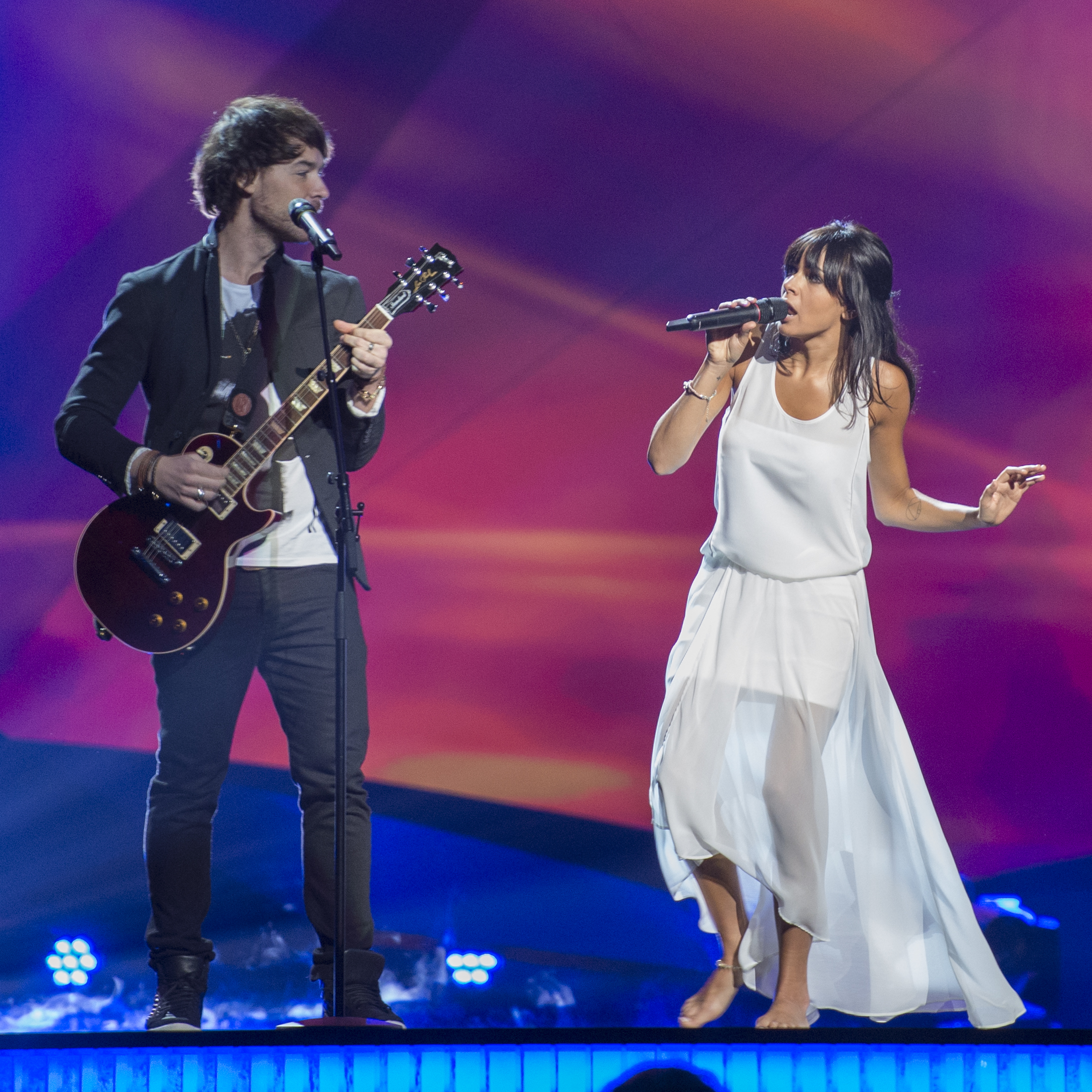
El Sueño de Morfeo w trakcie występu na 58. Konkursie Piosenki Eurowizji w 2013 roku

- 2009: Cosas que nos hacen sentir bien
- 2012: Buscamos Sonrisas

Współprace muzyczne:
- 2005: El Sueño de Morfeo z różnymi wykonawcami – Cien gaviotas donde irán
- 2005: El Sueño de Morfeo: Tributo a Duncan Dhu – Una calle de París
- 2008: El Sueño de Morfeo (dla ING Direct)- We’ve Got the Whole World in Our Hands
- 2008: El Sueño de Morfeo – Parte de tu mundo (ścieżka dźwiękowa filmu La Sirenita)
- 2008: Raquel del Rosario – Conectas (ścieżka dźwiękowa filmu Barbie i Diamentowy Zamek)
- 2009: Raquel del Rosario z Sergio Vallin – Sólo Tú
- 2009: Raquel del Rosario z Álex Ubago – Amanecer (na płycie w hołdzie dla Nino Bravo – 40 años con Nino)
- 2010: El Sueño de Morfeo Física o Química dla Despistaos
- 2010: El Sueño de Morfeo z Complices – Es por ti